# Mancha-Centro

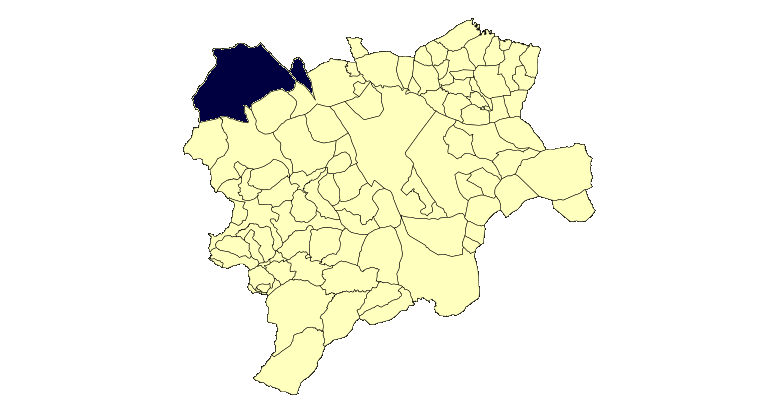
Situación de los municipios de la Mancha-Centro respecto de la provincia de Albacete.

Mancha-Centro es el nombre de una mancomunidad formada por los municipios albaceteños de Minaya y Villarrobledo.
Actualmente, junto con la mancomunidad de La Mancha del Júcar, se ha integrado en la mancomunidad Mancha Júcar-Centro.

## Geografía
Está delimitada al Norte por La Mancha de Cuenca, al Sur por la Sierra de Alcaraz y Campo de Montiel, al oeste por la Mancha de Criptana, y al Este por la Mancha del Júcar. Tradicionalmente, el territorio que ocupa esta mancomunidad habría estado integrado en la Mancha Alta Albaceteña.
Corresponde tan sólo a dos municipios, si bien juntos abarcan una amplitud de 932,24 km². De estos, 862,41 km² corresponden a Villarrobledo, uno de los municipios más extensos de España, concretamente el décimo octavo de España (casi el doble del principado de Andorra). Los 69,83 km² restantes corresponden a Minaya.
Según el INE (padrón 2006), comprende en total, unos 27.258 hab., con una densidad media de 29,2 hab/km².
La capital oficiosa sería Villarrobledo, capital del partido judicial y mayor localidad de la mancomunidad.

## Historia

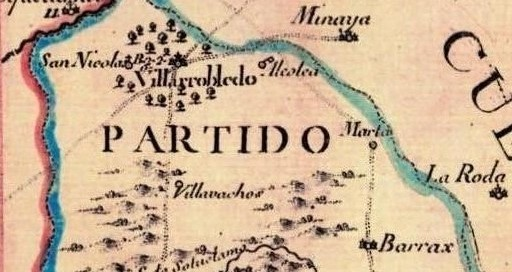
La Mancha-Centro en la antigua provincia de La Mancha (fragmento del mapa de Thomas López Pensionista, 1765).

El sector formó parte de un campo de encrucijadas y disputas entre los dominios del Alfoz de Alcaraz, el maestrazgo de la Orden de Santiago y el Marquesado de Villena. 
Villarrobledo, fundada como aldea de Alcaraz en 1292, pasaría después, ya como villa, al maestrazgo de Santiago, pero que, posteriormente, sería vendida en 1436 por el maestre Don Rodrigo Manrique a Juan Pacheco, Marqués de Villena, que la rebajaría a simple aldea de Belmonte y del exclusivo dominio del marquesado, lo que provocaría la rebelión contra el tirano marqués, aprovechando la guerra de sucesión a favor de los Reyes Católicos, lo que le hizo recuperar de nuevo el reconocimiento de su antiguo privilegio de villa (1476), pero en este caso, perteneciendo ya para siempre directamente de la Corona de Castilla. Administrativamente osciló varias veces entre las provincias de La Mancha y de Cuenca, hasta su integración en la de Albacete en 1846.
Minaya procede, asimismo, también del antiguo marquesado de Villena, por una orden de repoblamiento a los señores de Minaya (8 de noviembre de 1330), permaneciendo ésta como señorío bajo el mismo título y honores, hasta la abolición de los señoríos (1873) por las Cortes de Cádiz (1812). En la provincia de La Mancha quedaba incluido como una pequeña parte limítrofe occidental, perteneciendo la mayor parte a la provincia de Cuenca hasta la creación de la provincia de Albacete en 1833.